# Pialí Baixà
Pialí Baixà, Piyale Pasha o Pialí Paixà (voltants de 1515- 20 o 21 de gener de 1578, fou un almirall (Kapudan paixà, l'equivalent a comandant de la flota) otomà entre 1553 i 1567 i un Visir otomà després de 1568. Era originari de Tolna (Hongria) i d'origen croata.

## Biografia
Pialí Baixà va rebre la seva educació a l'Enderun (l'Acadèmia Imperial) a l'actual Istanbul, Turquia. Es graduà amb el títol de Kapıcıbaşı i fou designat Sanjak Bey (governador provincial) de Gal·lípoli. Va adoptar l'islam per decisió del seu pare i va viure de jove a Istanbul com a patge al palau d'Istanbul. Va exercir alguns càrrecs menors fins que el 1553/1554 va ser nomenat kapudan pasha i sandjakbeg i quatre anys després beglerbeg. Com a kapudan pasha va succeir a Sinan Pasha, el germà del gran visir Damat Rüstem Pasha (1544-1553 i 1555-1561).
Fou promogut a Bahriye Beylerbeyi i arribà a ser Almirall en Cap de la flota otomana el 1553 a l'edat de 39 anys. El 1554 va prendre les illes d'Elba i Còrsega amb una gran flota que incloïa famosos almiralls otomans com Turgut Reis (Dragut) i Salih Reis, tot i que les desavinences entre turcs i francesos van provocar la marxa dels otomans i la balança s'inclinà novament a favor de l'imperi espanyol, pel que en tres mesos les forces hispanogenoveses van recuperar quasi tot el territori perdut. A l'any següent el Soldà Solimà el Magnífic li assignà la tasca d'ajudar a França contra els espanyols després de la petició realitzada per la mare del rei Francesc II de França, i Pialí Baixà va salpar el 26 de juny de 1555. La flota turca es reuní amb la francesa a Piombino i van rebutjar amb èxit un atac espanyol sobre França al mateix temps que conquistaven diverses fortaleses espanyoles en el Mediterrani.
En juny de 1558, juntament amb Turgut Reis, Pialí Baixà salpà en direcció a l'Estret de Messina i els dos almiralls capturaren Reggio de Calàbria. Des d'allà, es dirigiren a les illes Eòlies i en van capturar diverses d'elles, abans de desembarcar a Amalfi, en el Golf de Salern, i capturar Massa Lubrense, Cantone i Sorrento, on va agafar 3000 presoners. Posteriorment desembarcaren a Torre del Greco, en les costes de Toscana, i a Piombino. L'objectiu era reunir-se amb les tropes franceses a Ajaccio per completar la conquesta de Còrsega i atacar Vilafranca de Niça, però la flota turca els esquivà pel nord de Còrsega i es dirigí cap a Menorca. El juliol de 1558 atacaren l'illa balear, assetjant Ciutadella de Menorca que va caure el 9 de juliol, en el que els menorquins coneixen com l'Any de sa Desgràcia. Aquest canvi d'objectiu dels turcs, propiciat pels suborns rebuts de les forces hispanogenoveses per evitar l'atac a Còrsega, provocaria les queixes del rei Enric II de França al soldà otomà.
Açò va causar temor al Principat de Catalunya, el Regne de València i les altres Illes Balears, i el rei Felip I apel·là al Papa Pau IV i els seus aliats europeus per posar fi a l'amenaça turca. En 1560 Felip I aconseguia organitzar una Lliga Santa entre Espanya, la República de Venècia, la República de Gènova, els Estats Pontificis, el Ducat de Savoia i els Cavallers de Malta. La flota conjunta es reuní a Messina i consistia en 54 galeres i altres 66 bucs de distints models sota el comandament de Joan Andreu Doria, nebot del famós almirall genovès Andreu Doria.
El 12 de març de 1560, la Santa Lliga capturà l'illa de Djerba que era una posició estratègica per poder controlar les rutes marítimes entre Algèria i Trípoli. La resposta va ser la batalla de Gerba. Solimà el Magnífic envià una flota otomana de 86 galeres i galiotes sota el comandament de Pialí Baixà, que arribà a Djerba l'11 de maig de 1560 i destruí la flota cristiana en qüestió d'hores en la batalla de Djerba. Giovanni Andreu Doria aconseguí escapar en un petita embarcació, però els supervivents cristians, ara sota el comandament de Don Álvaro de Sande, es refugiaren en el fort de l'illa de Djerba que havien aixecat en el transcurs de l'expedició. Pialí Baixà i Turgut Reis aconseguiren després d'un temps la rendició de la guarnició i Pialí Baixà portà 5.000 presoners, incloent de Sande, cap a Istanbul, on van ser rebuts multitudinàriament. Es casà amb Sultana Gevher Han, filla del futur Selim II. En 1563 Pialí Baixà capturà Nàpols i les fortaleses circumdants en suport de França, però després de la partida de les forces otomanes els francesos no es van poder mantenir i els espanyols recuperaren finalment la ciutat.
En 1565 Pialí Baixà, juntament amb el general Lala Mustafa Pasha i Turgut Reis, fou encomanat per Solimà per capturar Malta, però els seus esforços fracassaren davant la resistència dels Cavallers de l'Orde de Sant Joan de Jerusalem i li costà a la flota otomana no només un gran nombre de baixes, sinó també la mort de Turgut Reis. En 1566 Pialí capturà l'illa de Quíos i posà fi a la presència genovesa en el mar Egeu. Posteriorment desembarcà en Pulla, Itàlia, i va prendre diverses fortaleses estratègiques. En 1568 fou ascendit a Visir, essent el primer almirall de la història otomana en aconseguir aquest rang.
Sota Selim II, el seu sogre, va caure en desgràcia i fou destituït com a kapudan paixà (1569) acusat de quedar-se amb la major part del botí a Quios. El va succeir Müezzinzade Ali Paşa (1569-1571). Per entrar en gràcia altre cop va fer una nova sortida a la mar (abril de 1570) amb 75 galeres i 30 galions, i va desembarcar a Tenos que va ocupar i després va iniciar la conquesta de Xipre, llavors una possessió veneciana, amb una gran força d'invasió a bord de les seves naus. Deixà Istanbul el 15 de maig i arribà a Xipre l'1 de juliol. El 22 de juliol els turcs, sota el comandament de Lala Mustafa (el Cinquè Visir, qui cinc anys abans havia fracassat en la presa de Malta), començà l'assetjament de Nicòsia, que fou capturada el 9 de setembre. Després de la captura de Pafos, Limassol i Larnaca en un breu lapse de temps, les tropes van assetjar Magosa (Famagusta), l'últim baluard venecià a l'illa, el 18 de setembre, el van prendre finalment l'1 d'agost de 1571 i van completar la conquesta de Xipre.
Després de la derrota de la flota turca sota el comandament d'Alí Baixà en la batalla de Lepant en 1571, Pialí Baixà fou reclamat per prendre de nou el comandament de l'illa. Els otomans aconseguiren reconstruir una flota tan gran como la de Lepant en menys d'un any, i Uluç Ali Reis reconquerí Tunis als espanyols i els seus vassalls Hafsid en 1574. En 1573 Pialí Baixà desembarcà una vegada més en Puglia, Itàlia. Aquesta va ser la seva darrera expedició naval.
Pialí Baixà mor el 21 de gener de 1578 i està enterrat en la Mesquita Pialí Baixà a Istanbul, que ell havia manat edificar en els seus darrers anys. Diversos vaixells de guerra de l'armada turca han portat el seu nom.